# Masaki Tokudome
Pour les articles homonymes, voir Masaki (homonymie).
Masaki Tokudome (né le 14 février 1971 à Kagoshima (Japon) est un ancien pilote motocycliste, participant aux Grand Prix moto. Il réalisa sa meilleure saison en 1996 sous les couleurs d'Aprilia, où il remporta quatre Grand Prix et finit second au Championnat du monde des 125 cm³ derrière Haruchika Aoki. Tokudome remporta cinq Grand Prix dans sa carrière.